# Omes granizos
Ome granizo es una palabra aragonesa que designa a los antiguos pobladores pirenaicos, dioses y gigantes relacionados con las propias montañas, protagonistas de antiguas creencias paganas incluidas en la Mitología aragonesa. Omes granizos son, entre otros, Aneto, Culibillas, las Serols, Maladeta o Gratal.